# Ariel Durant
Ariel Durant, nacida Chaya Kaufman, Proskurov (actual Khmelnytskyi) 10 de mayo de 1898 - 25 de octubre de 1981) fue una escritora e historiadora judío-estadounidense, coautora de The Story of Civilization.

## Biografía
Su familia emigró a EE. UU. en 1901. Conoció a sus 13 años a su futuro marido, Will Durant, en la Ferrer Modern School de Nueva York, en la que Will era profesor con 26 años de edad.
Falleció con dos semanas de diferencia antes que su marido y ambos están enterrados en el Cementerio Westwood Village Memorial Park de Los Ángeles.
La autobiografía de los Durant: A Dual Autobiography se publicó en 1978. ISBN 0-671-23078-6

## Reconocimientos
Ariel fue nominada por Los Angeles Times a la mejor mujer del año. Ariel y Will Durant ganaron el Premio Pulitzer de literatura en 1968 por Rousseau and Revolution, el décimo volumen de The Story of Civilization. Ariel y Will fueron presentados con la Medalla Presidencial de la Libertad de Gerald Ford en 1977.